# Glencoe (Alabama)
Glencoe és una població dels Estats Units a l'estat d'Alabama. Segons el cens del 2000 tenia 5.152 habitants.

## Demografia
Segons el cens del 2000, Glencoe tenia 5.152 habitants, 2.000 habitatges, i 1.526 famílies. La densitat de població era de 123,8 habitants/km².
Dels 2.000 habitatges en un 32,2% hi vivien nens de menys de 18 anys, en un 63,7% hi vivien parelles casades, en un 9,1% dones solteres, i en un 23,8% no eren unitats familiars. En el 21,9% dels habitatges hi vivien persones soles el 10,1% de les quals corresponia a persones de 65 anys o més que vivien soles. El nombre mitjà de persones vivint en cada habitatge era de 2,48 i el nombre mitjà de persones que vivien en cada família era de 2,89.
Per edats la població es repartia de la següent manera: un 22,2% tenia menys de 18 anys, un 7,3% entre 18 i 24, un 27,7% entre 25 i 44, un 25,3% de 45 a 60 i un 17,5% 65 anys o més.
L'edat mediana era de 41 anys. Per cada 100 dones hi havia 92,2 homes. Per cada 100 dones de 18 o més anys hi havia 89,3 homes.
La renda mediana per habitatge era de 38.385 $ i la renda mediana per família de 46.283 $. Els homes tenien una renda mediana de 31.893 $ mentre que les dones 26.652 $. La renda per capita de la població era de 18.577 $. Aproximadament el 4,9% de les famílies i el 6,7% de la població estaven per davall del llindar de pobresa.

## Poblacions més properes
El següent diagrama mostra les poblacions més properes.